# 臺北市立五常國民中學
25°03′49″N 121°32′36″E / 25.0635289°N 121.543355°E
臺北市立五常國民中學（Taipei Municipal Wuchang Junior High School）簡稱五常國中，位於中華民國台北市中山區的一所國民中學，鄰近榮星公園、捷運中山國中站（文湖線），並附設托兒所。

## 校史
- 校地原為菜園瓜棚，上有違建廠房，更有五常街輸油管橫艮艮其上，毗鄰曾經名聞一時的景觀休閒花園榮星花園。
- 1982年8月27日成立籌備處，派王正哲先生為籌備主任，綜理校地徵收、學校規畫、校舍建築事宜。
- 1983年8月1日正式成立，定名為台北市立五常國民中學，由王正哲先生擔任首任校長。
- 1985年3月第一期校舍完工驗收，包括普通教室、專科教室、辦公室、多媒體教學中心、示範教室、多目標學科能力分組教室及籃球場、操場。
- 同年7月開始招生，第一屆學生計有男生七班、女生六班共十三班。
- 1986年第二期校舍完工，包括普通教室、健康中心、輔導室及中庭花園。
- 1990年活動中心暨溫水游泳池完工，校舍建築全部完成。
- 1992年起配合教育政策參加試辦國中畢業生自願就學輔導方案，貫徹「常態編班」、「教學正常化」之教育理念。
- 1997年接替改制高中的西松國中成立美術資優班，並於1999年榮獲教育部評鑑為全國第一名。
- 2021年申請雙語課程學校通過，111學年度為雙語課程學校。

## 歷任校長
| 屆別 | 姓名   | 任職時間      |
| ---- | ------ | ------------- |
|      | 王正哲 | 1984年─1991年 |
|      | 吳忠基 | 1991年─1995年 |
|      | 蔡麗華 | 1995年─1999年 |
|      | 李慶宗 | 1999年─2005年 |
|      | 鄭益昌 | 2005年─2009年 |
|      | 黃麗芳 | 2009年─2013年 |
|      | 黃桐良 | 2013年─2020年 |
|      | 林竺諼 | 2020年─       |

## 特殊班級
1. 美術性向資賦優異班：於1997年創立。
2. 英語科技班：於2019年創立。

## 外部連結
- 台北市立五常國民中學 （页面存档备份，存于）
- 台北市立五常國中(臉書粉絲專頁)
- 五常‧文青實驗室
- 臺北市立五常國中美術班
- 五常國中。小荒野社